# Joan Seoane
Joan Seoane Suárez és doctor en Bioquímica i Biologia molecular i investigador ICREA al Vall d'Hebron Institut d'Oncologia, on dirigeix el seu propi grup científic. Entre el 1998 i el 2003 va treballar al Memorial Sloan-Kettering Cancer Center de Nova York. La seva carrera professional s'ha centrat en la recerca sobre els processos moleculars que es troben a l'inici del càncer. Més específicament, Joan Seoane ha investigat el glioma, un dels tumors cerebrals més agressius, amb l'objectiu de trobar teràpies que permetin fer-li front. La seva trajectòria ha estat reconeguda amb diferents premis, entre ells, el Dr. Josef Steiner Cancer Research Foundation Award 2013. A més, és el president i cofundador de Mosaic Biomedicals, una spin-off del Vall d'Hebron Institut d'Oncologia que ha tingut un gran reconeixement entre el sector de la biotecnologia.